# Persische Küche

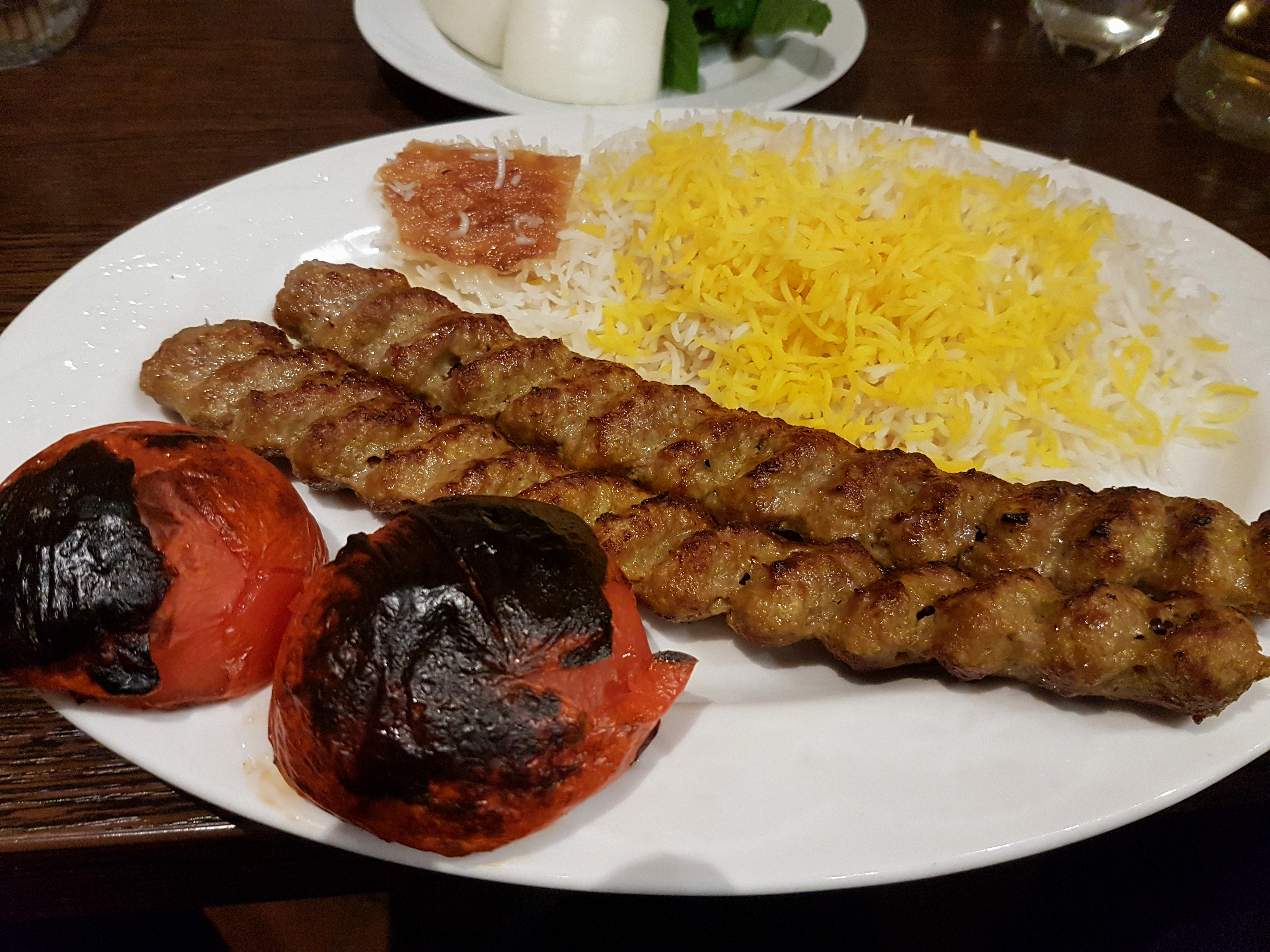
Kabab mit Safranreis und gegrillten Tomaten, wie es beispielsweise in iranischen Basaren serviert wird

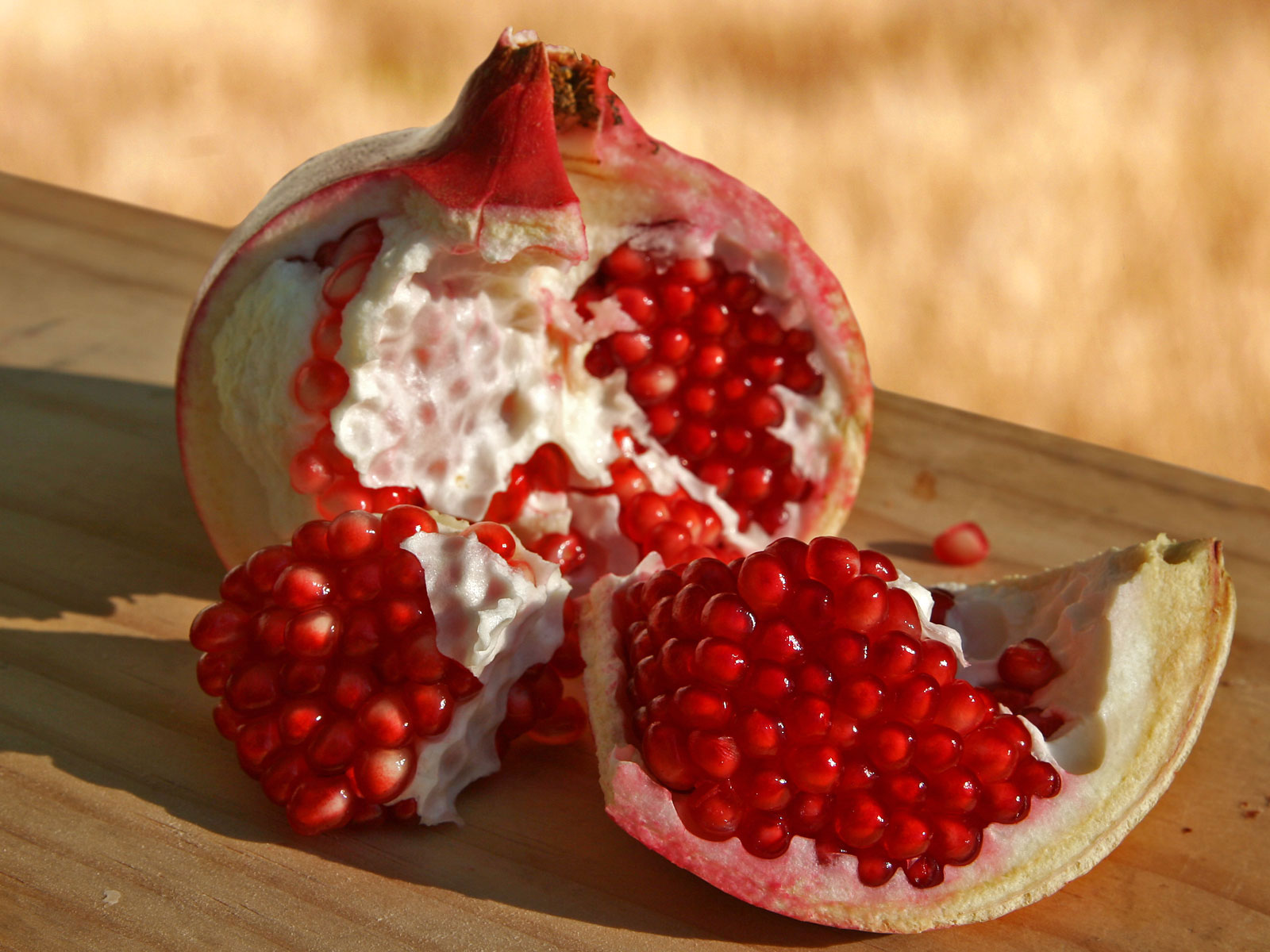
Granatapfel

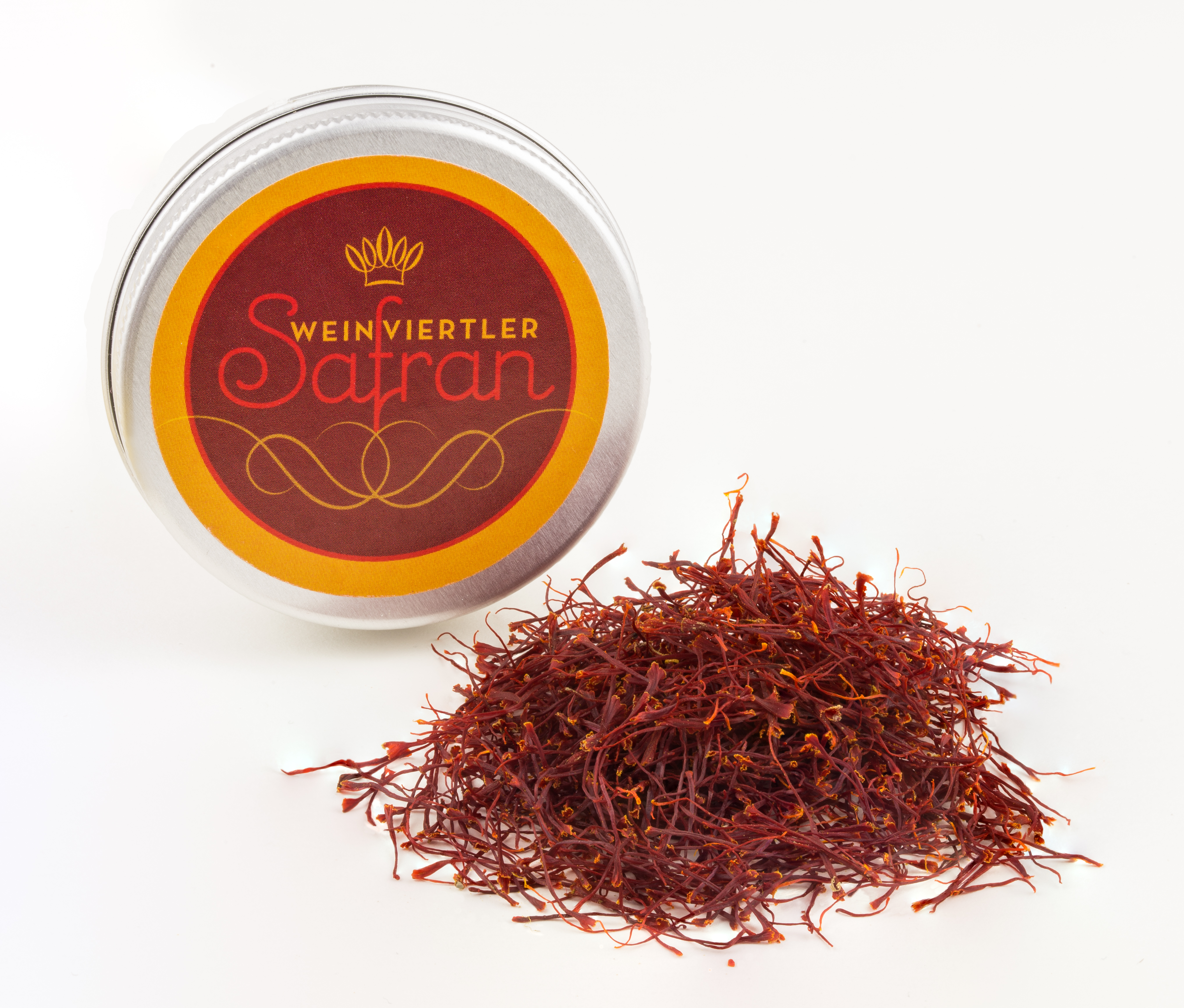
Safran

Die persische Küche und damit die kulinarische Kultur Irans und seiner persischsprachigen Nachbarländer wie Afghanistan und Aserbaidschan interagierte historisch mit den Küchen der Nachbarregionen, einschließlich den kaukasischen, türkischen, levantinischen, griechischen, zentralasiatischen und russischen Küchen. Durch die verschiedenen persisch geprägten, muslimischen Sultanate und die zentralasiatische Mogul-Dynastie wurden Aspekte der persischen Küche auch in die indische und pakistanische Küche übernommen.
Typische iranische Hauptgerichte sind Kombinationen aus Reis mit Fleisch, Gemüse und Nussfrüchten. Kräuter werden häufig zusammen mit Früchten wie Pflaumen, Granatäpfeln, Quitten, Aprikosen und Rosinen verwendet. Charakteristische iranische Aromen wie Safran, getrocknete Limette und andere Quellen von sauren Aromastoffen, Zimt, Kurkuma und Petersilie werden gemischt und in verschiedenen Gerichten verwendet.

## Hauptgerichte

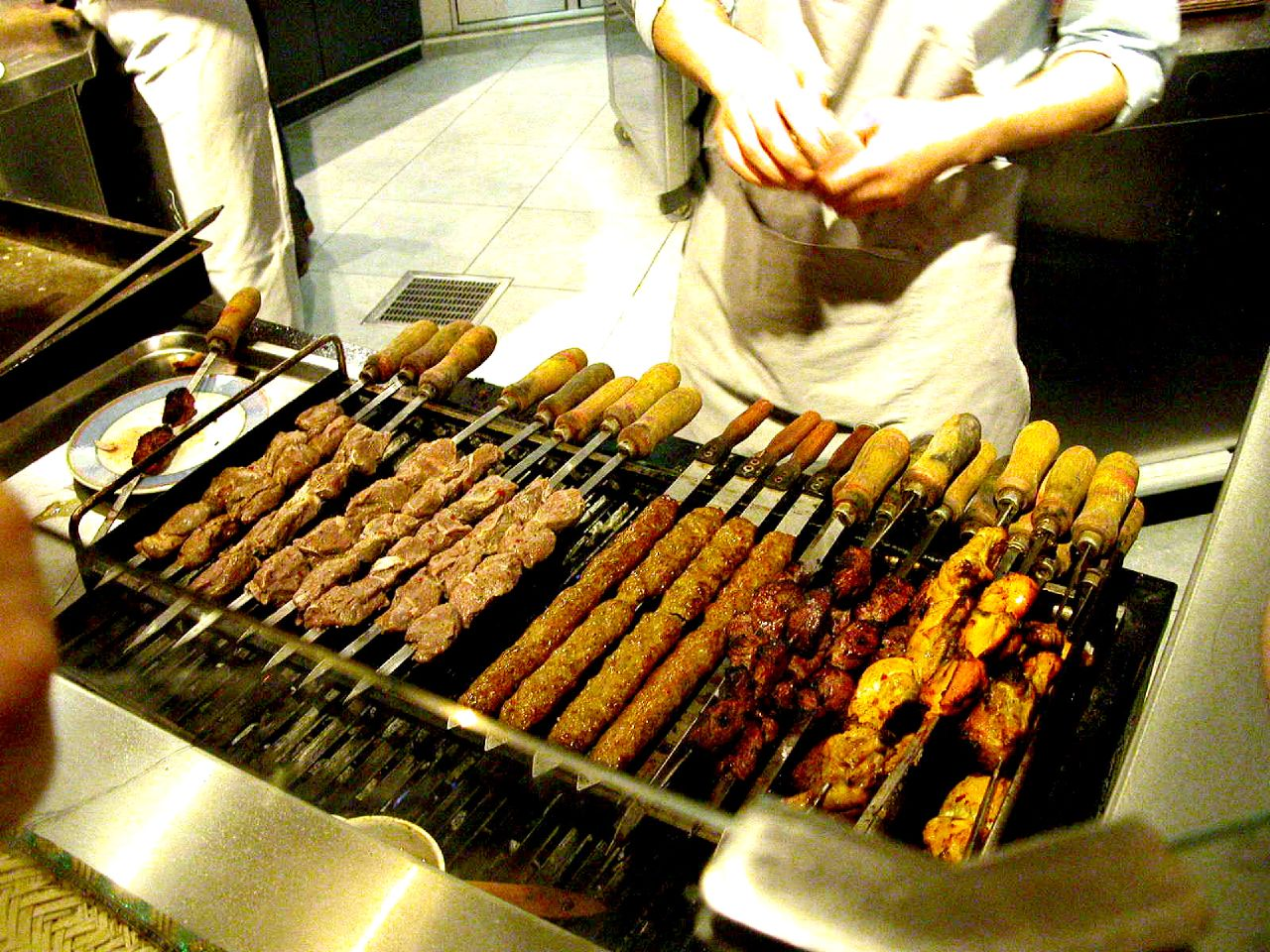
Grill mit verschiedenen Kabab-Spießen

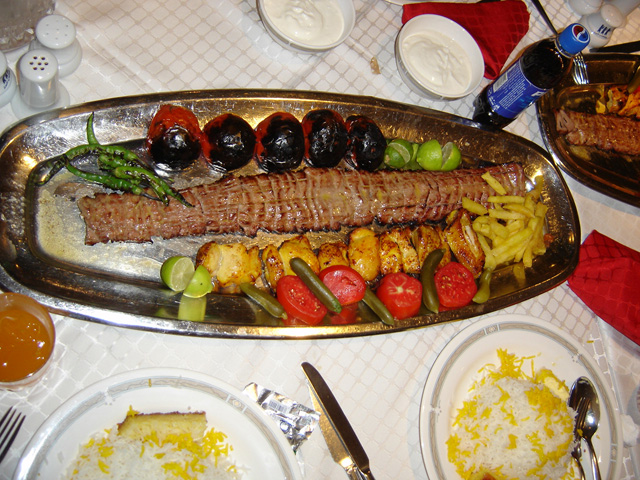
Tschelo Kabab (Kabab mit Reis), persisches Nationalgericht. Die gelben Fleischstücke sind Dschudsche Kabab (persisches Huhn).

- Kabab: Oberbegriff für gegrillte Speisen, vor allem Fleisch auf Spießen, die hauptsächlich auf Holzkohle zubereitet und in Verbindung mit Duftreis serviert werden. Kababs werden in Iran meistens in Restaurants (den sogenannten Tschelo-Kabab oder auch Dschuscheh Kabab) gegessen, da sie dort am besten (in den entsprechend notwendigen Öfen) zubereitet werden können.
  - Tschelo Kabab (mit Kabab-e Barg): Iranisches Nationalgericht bestehend aus Kabab (Rind-, Lamm- oder Kalbfleischfilet, das in einer Marinade aus Zwiebeln, Knoblauch, Joghurt, Limonensaft, Salz und Safran eingelegt und dann auf dem/im Holzkohleofen gegrillt) und mit Reis serviert wird.
  - Kabab-e Kubide: Kabab aus gehacktem Fleisch und Reis
  - Dschudsche Kabab (Hähnchenkabab): in einer Marinade aus Limonensaft, Olivenöl, Zwiebeln, Safran und Salz eingelegte und im/auf dem Holzkohleofen gebratene Hühnchenstückchen.
  - Beryan: Diese Speise wird aus gehacktem Fleisch (vorzugsweise gehackte Schafslunge[1]) in einem großen Löffel, der in einen Ofen eingelegt wird, gekocht. Danach wird dieses gekochte Hackfleisch auf ein Stück Lavashbrot aufgetragen und das Brot wird gefaltet. Dieses Gericht ist ein Gericht aus der Stadt Isfahan.
- Chorescht: Fleischsoße – typisches persisches Gericht in verschiedenen Variationen, das mit lockerem Duftreis serviert wird. Von den Choreschs gibt es viele Variationen. Diese Art von Gericht wird meist zu Hause gekocht und ist in Restaurants eher selten zu finden. Außerhalb Irans stehen Choreschs jedoch oft auf den Speisekarten.
  - Chorescht-e fesendschan, bestehend aus gemahlenen Walnüssen, Hühner- oder Lammfleischwürfeln, Granatapfelsirup und Gewürzen
  - Chorescht-e Gheime, auf der Basis von Tomatensauce, bestehend aus Lamm- oder Kalbsfleischwürfel, gelben Linsen, Bratzwiebeln, getrockneten Limetten, Pommes frites-Streifchen und Gewürzen
  - Chorescht-e Ghorme-Sabsi, eines der beliebtesten Choreschs auf der Grundlage von roten Bohnen, diversen Kräutern und Fleischwürfeln
  - Chorescht-e Karafs, Sellerie-Pfefferminz Fleischsoße
  - Chorescht-e Hawidsch, ein Karotten-Chorescht
  - Chorescht-e Alu, Mirabellen-Fleischsoße
  - Chorescht-e Rivas, ein Rhabarber-Chorescht
- Kaleh pacheh, Eintopf aus Hammelköpfen und -klauen (ähnlich dem armenischen Chasch)

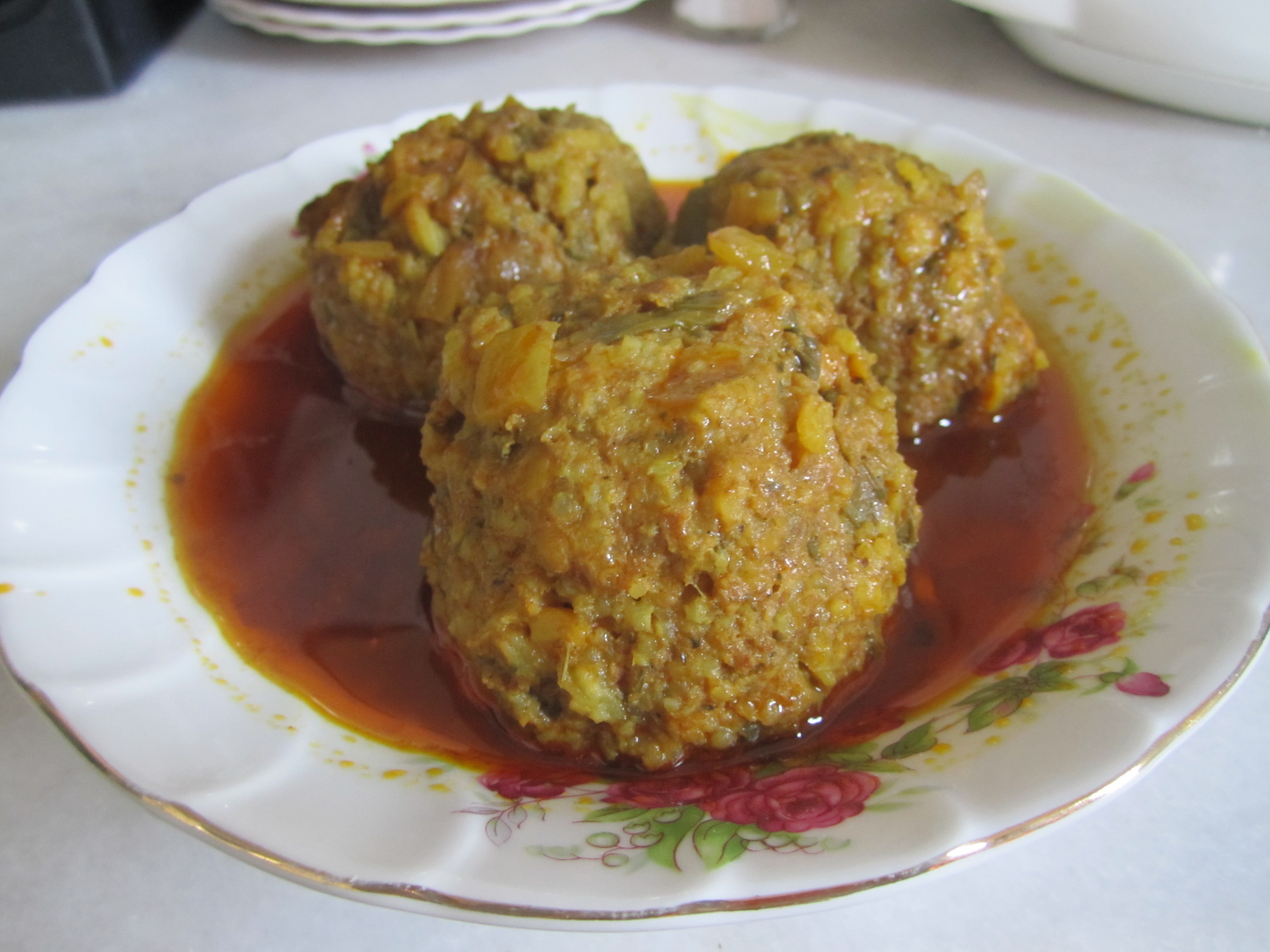
Kufteh Berendschi

## Reisgerichte
- Reis (Berendsch), Langkornreis bildet die Grundlage vieler Gerichte der persischen Küche. Berendsch bezeichnet nur den ungekochten bzw. ungedämpften Reis. Man unterscheidet vier Arten, den Reis zuzubereiten:
  - Tschelo: Gebutterter und gedünsteter Reis. Der Reis wird dabei – falls kein spezieller mit Automatik versehener Reiskocher verwendet wird – im ersten Schritt nur halbgar gekocht. In einem zweiten Schritt wird der Topfboden mit Butter und Brot- oder Kartoffelscheiben bedeckt, darauf der Reis gegeben, und auf kleiner Stufe weitergeköchelt. Dabei bildet sich am Topfboden eine Reiskruste, der Tahdig, welcher als besondere Delikatesse gilt.
  - Polo (Pilaw): Reisgerichte mit Linsen, Ackerbohnen, Berberitzen, Sauerkirschen, Aprikosen, Karotten, Brechbohnen, Kräutern und Teigwaren
    - Schirin Polo, Süßes Reisgericht mit Hühnerfleisch (oder Lammfleisch), Berberitzenbeeren, Safran, auch mit gemahlenen Pistazien und Walnüssen.
    - Tah Tschin Polo, Hühner-/Enten-Joghurt-Reis und Safran

  - Kate: Gekochter Reis
  - Dami: Halbgarer Reis

## Eintöpfe (Asch)
- Āsch

## Brot

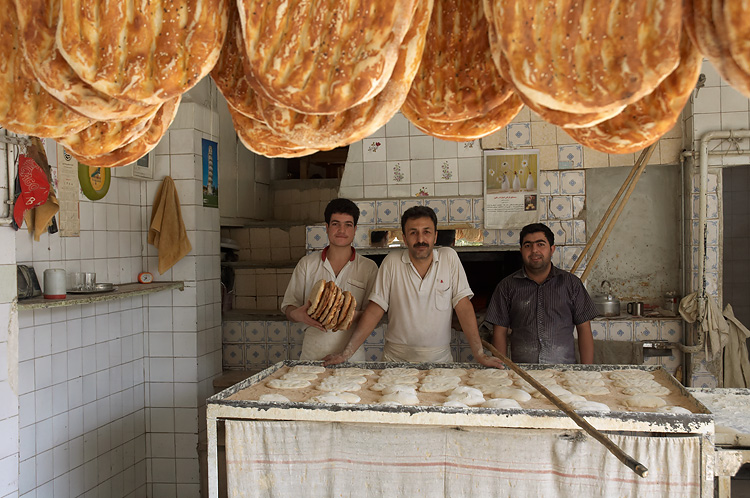
Bäckerei mit Barbari- Brot (Nan-e Barbari)

Zum Frühstück wird dünnes Fladenbrot serviert, das man mit Schafskäse und Butter oder Konfitüre isst. Hinzu kommt schwarzer Tee.
Brotsorten (ausschließlich Weißmehlprodukte):
- Nān-e Barbarī: Dick und oval geformt, mit Kreuzkümmel und Sesam bestreut.
- Nān-e Lavāš: Dünnes, aber großes Fladenbrot, ähnlich einem Crêpe. Das Standardbrot.
- Nān-e Sangak:  Dünn und oval, gebacken im Steinofen, teilweise auf heißen Kieselsteinen.
- Nān-e Tāftūn: Dünn, weich und rund.

## Beilagen und Snacks
- Torschi: in Essig oder Salzlake eingelegtes Gemüse (z. B. Blumenkohl, Karotten, Sellerie etc.)
- Sabsi Chordan: Beilage aus Schnittlauch, Petersilie, Basilikum, Thymian, Radieschen, Frühlingszwiebeln und rohen Zwiebeln (als Appetizer) während der Hauptspeise
- Mast, ein (saurer) Joghurt, der bei den meisten Mahlzeiten mit Reis und Fleisch bereitsteht
- Mast-o-Chiar, eine dem Tzatziki vergleichbare Crème bestehend aus Joghurt, geriebenen Gurken, getrocknetem und zerriebenen Pfefferminz/Dill, (Walnüssen, Rosinen, Zwiebellauch, Knoblauch (wahlweise)) und Salz (evtl. auch Pfeffer) und einem Schuss Olivenöl
- Borani: Speise aus Joghurt kombiniert mit Gemüsesorten wie Spinat, Auberginen, Roter Bete oder Sellerie
- Tochme: verschiedene geröstete und gesalzene, noch in Schalen befindliche, Kerne wie Kürbiskerne, Sonnenblumenkerne, Melonenkerne
- Halim Bademdschun: Vorspeise aus zerstoßenen Auberginen mit Molke oder Rahm

## Salate (Salad)
Auch in der persischen Küche gibt es verschiedene Salate, oft mit schnittlauchartigen Gewächsen, zu denen Salatsoße gereicht wird.
- Salad Olivieh, Kartoffelsalat mit Hühnchen
- Salad Schirasi Zwiebeln, Gurken, Tomaten mit Limettensoße

## Süßspeisen und Früchte

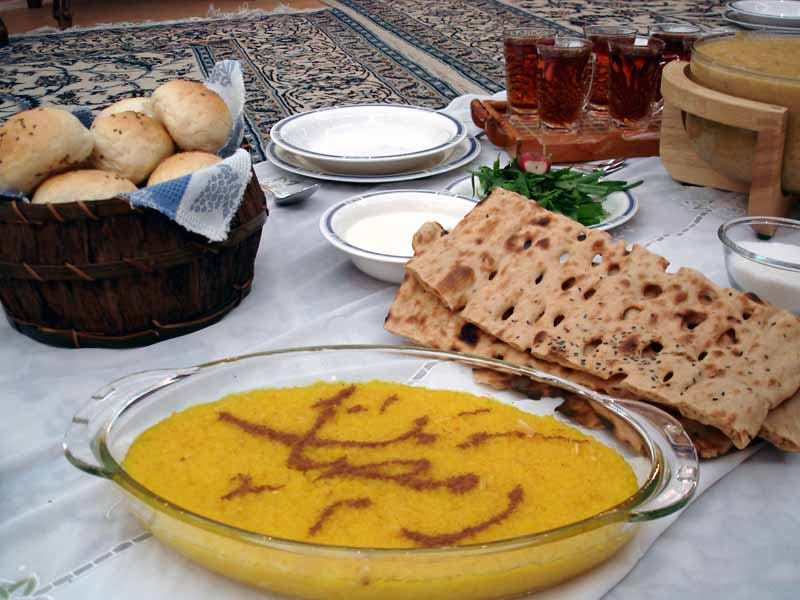
Schole Sard mit Sangak-Brot

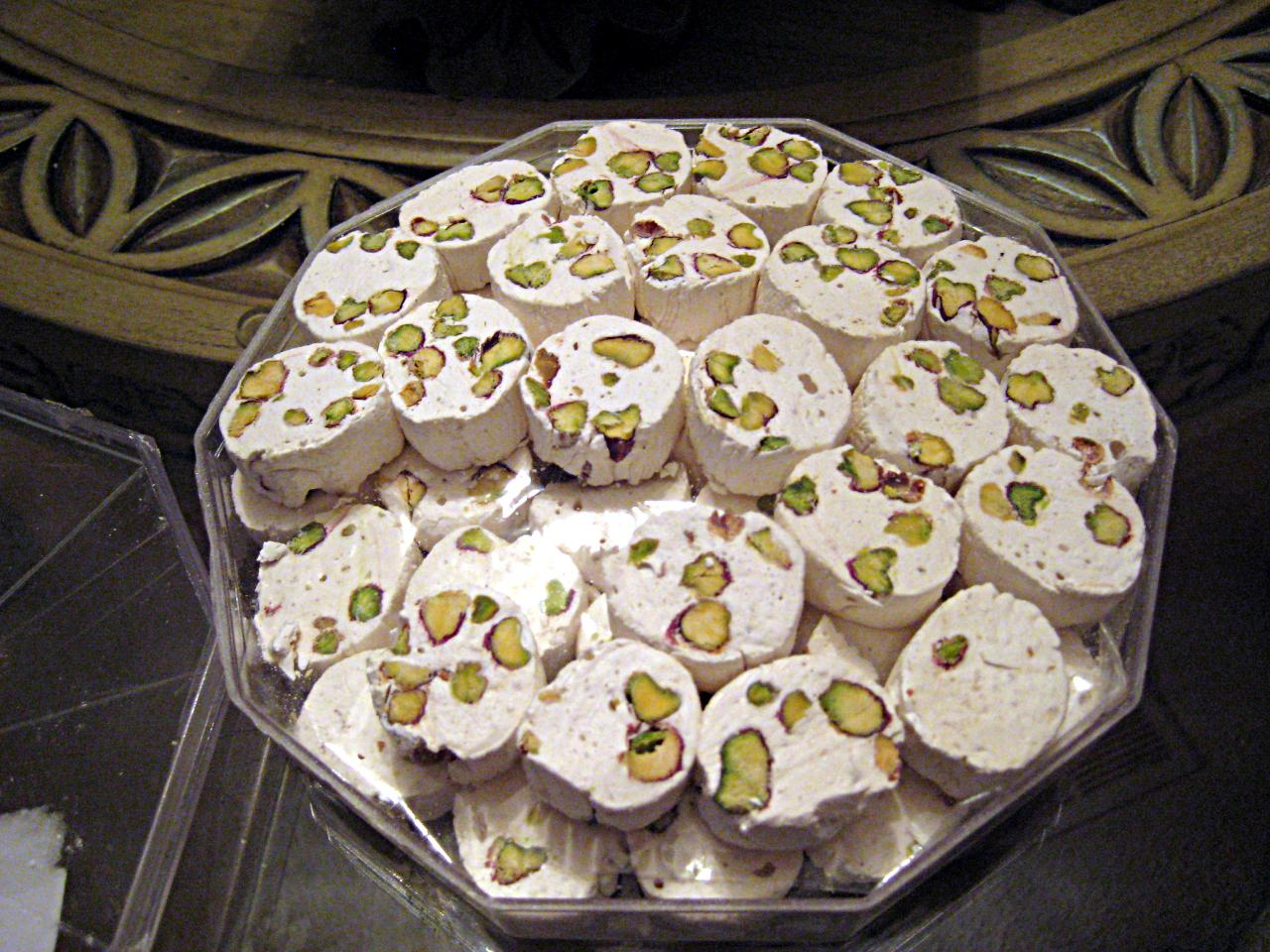
Gaz

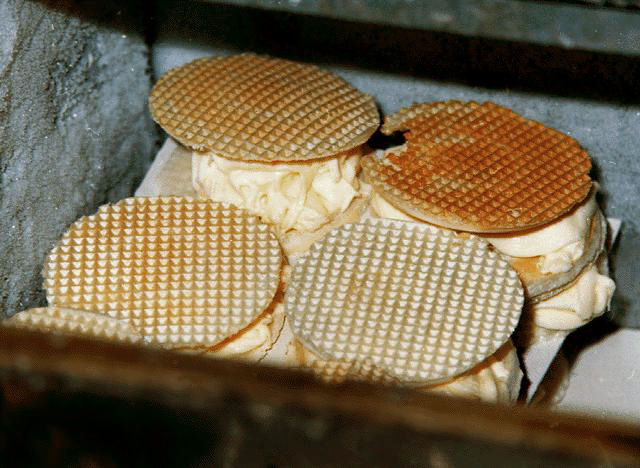
Persisches Eis

- Baghlava: ein in Zuckersirup eingelegtes Gebäck aus Blätter- oder Filoteig, gefüllt mit gehackten Mandeln oder Pistazien.
- Scholeh-sard: Reispudding mit Zucker, Rosenwasser, ggf. Mandelsplittern, mit Safran gelb gefärbt, mit Zimt verziert.
- Ferni: feine Süßspeise aus Reismehl, Zucker und Milch, kurz aufgekocht.
- Halva arde: geröstetes Mehl, gelöscht mit heißem Safran-Zucker-Rosenwasser. Teigähnliche Konsistenz.
- Katschi (Katchi): Safrancreme, Speise aus Mehl, Fett und Safran.
- Lavaschak: dünne, aus getrocknetem Sirup (Berberitze, Tamarinde oder anderen Früchten) bestehende Platten.
- Bamieh: pfannkuchenähnlicher Teig in heißem Öl frittiert und mit Zucker-Rosenwasser gelöscht und kühl serviert.
- Gaz: ähnlich weißem Nougat, hergestellt aus Eischnee, Tragant (Astragalus adscendens)-Exsudat, Zucker und Pistazien oder Mandeln.
- Faludeh: beliebtes persisches Eis in Form von Nudeln und meist mit Zitronenaroma.
- Paschmak: eine Art persischer Zuckerwatte.
- Pulak: kleine Scheiben aus karamellisiertem Zucker.

## Getränke
- Tschai: Tee, ungesüßt, der Zucker wird stückweise in den Mund genommen.
- Scharbat: Obst- oder Kräutersaft, oft mit Rosenwasser oder Rosensirup zubereitet.
- Dugh: Joghurtgetränk, vergleichbar dem türkischen Ayran und dem indischen Lassi.
- Sekandschabin: Sirup aus Honig und Essig, der – oft mit Minze versetzt – zur Getränkezubereitung und als Sauce dient.

## Anderes
- Ghalyun: Die mit aromatisiertem Tabak gefüllte Wasserpfeife wird gelegentlich nach dem Essen geraucht.
- Advieh: Eine variable Gewürzmischung für die Zubereitung unterschiedlicher Reisgerichte, Fleischsaucen und Fleischgerichte.
- Gewürzsumach: Säuerliches Gewürz aus den Früchten des Färberbaums. Es wird über Salate, Fleisch oder Reisgerichte gestreut.
- Kaschk: Getrocknete und gesalzene Joghurtmasse, die zum Würzen von Suppen oder Auberginengerichten dient.
- Gondi: ein jüdisch-iranisches Essen, bestehend aus kleinen, in Hühnerbrühe gegarten Knödeln, das zu Kabbalat Schabbat gereicht wird.[2][3]